# Grand Prix Monako 2010

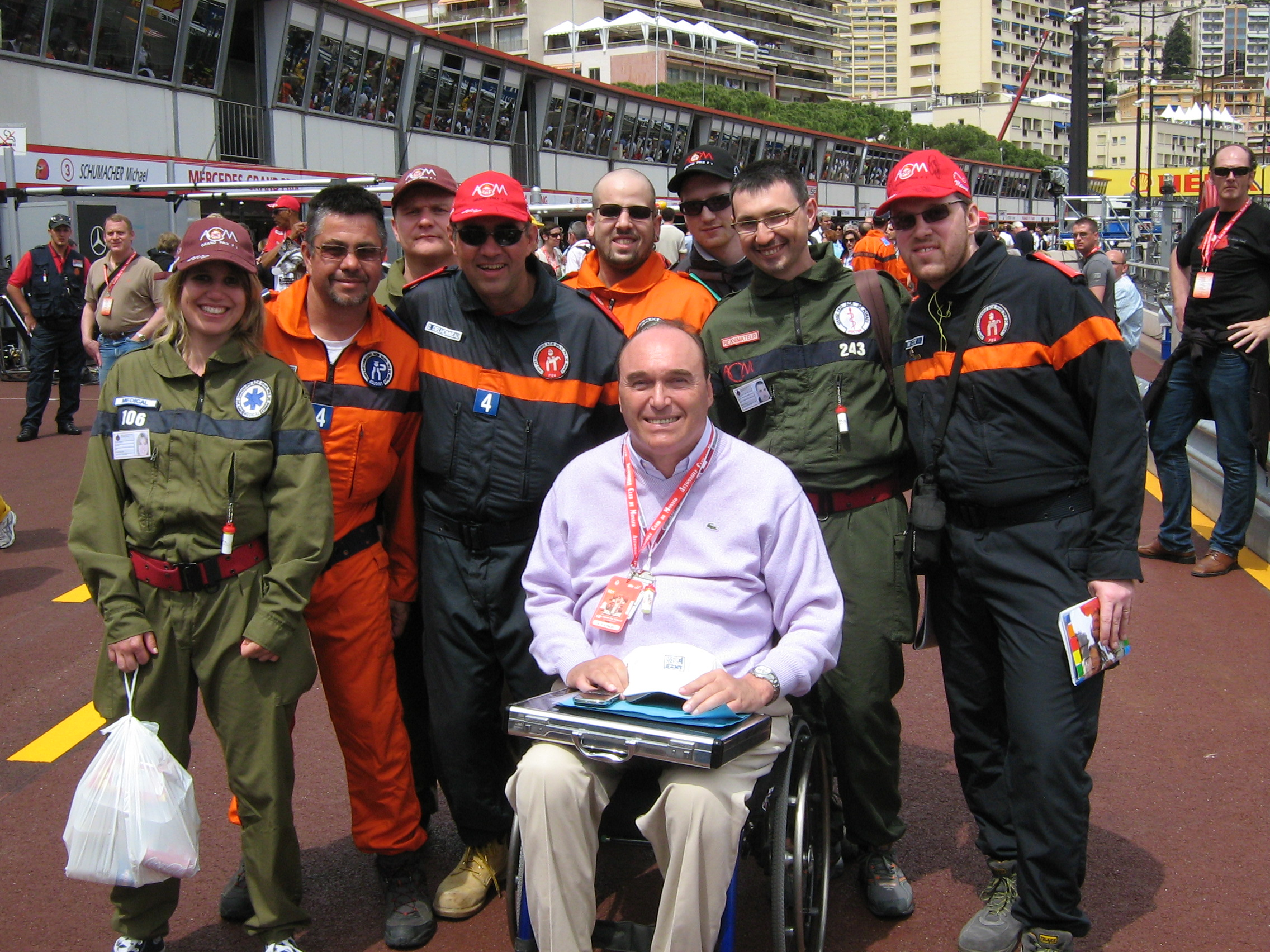
Philippe Streiff i porządkowi podczas Grand Prix Monako 2010

Grand Prix Monako 2010 – szósta runda Mistrzostw Świata Formuły 1 w sezonie 2010.

## Lista zgłoszeń
| Nr | Kierowca           | Zespół                       | Samochód          | Silnik               | Opony |
| -- | ------------------ | ---------------------------- | ----------------- | -------------------- | ----- |
| 1  | Jenson Button      | Vodafone McLaren Mercedes    | McLaren MP4-25    | Mercedes-Benz FO108X | B     |
| 2  | Lewis Hamilton     | Vodafone McLaren Mercedes    | McLaren MP4-25    | Mercedes-Benz FO108X | B     |
| 3  | Michael Schumacher | Mercedes GP Petronas F1 Team | Mercedes MGP W01  | Mercedes-Benz FO108X | B     |
| 4  | Nico Rosberg       | Mercedes GP Petronas F1 Team | Mercedes MGP W01  | Mercedes-Benz FO108X | B     |
| 5  | Sebastian Vettel   | Red Bull Racing              | Red Bull RB6      | Renault RS27-2010    | B     |
| 6  | Mark Webber        | Red Bull Racing              | Red Bull RB6      | Renault RS27-2010    | B     |
| 7  | Felipe Massa       | Scuderia Marlboro Ferrari    | Ferrari F10       | Ferrari 056          | B     |
| 8  | Fernando Alonso    | Scuderia Marlboro Ferrari    | Ferrari F10       | Ferrari 056          | B     |
| 9  | Rubens Barrichello | AT&T WilliamsF1 Team         | Williams FW32     | Cosworth CA2010      | B     |
| 10 | Nico Hülkenberg    | AT&T WilliamsF1 Team         | Williams FW32     | Cosworth CA2010      | B     |
| 11 | Robert Kubica      | Renault F1 Team              | Renault R30       | Renault RS27-2010    | B     |
| 12 | Witalij Pietrow    | Renault F1 Team              | Renault R30       | Renault RS27-2010    | B     |
| 14 | Adrian Sutil       | Force India Formula One Team | Force India VJM03 | Mercedes-Benz FO108X | B     |
| 15 | Vitantonio Liuzzi  | Force India Formula One Team | Force India VJM03 | Mercedes-Benz FO108X | B     |
| 16 | Sébastien Buemi    | Scuderia Toro Rosso          | Toro Rosso STR5   | Ferrari 056          | B     |
| 17 | Jaime Alguersuari  | Scuderia Toro Rosso          | Toro Rosso STR5   | Ferrari 056          | B     |
| 18 | Jarno Trulli       | Lotus F1 Racing              | Lotus T127        | Cosworth CA2010      | B     |
| 19 | Heikki Kovalainen  | Lotus F1 Racing              | Lotus T127        | Cosworth CA2010      | B     |
| 20 | Karun Chandhok     | HRT F1 Team                  | Hispania F110     | Cosworth CA2010      | B     |
| 21 | Bruno Senna        | HRT F1 Team                  | Hispania F110     | Cosworth CA2010      | B     |
| 22 | Pedro de la Rosa   | BMW Sauber F1 Team           | BMW Sauber C29    | Ferrari 056          | B     |
| 23 | Kamui Kobayashi    | BMW Sauber F1 Team           | BMW Sauber C29    | Ferrari 056          | B     |
| 24 | Timo Glock         | Virgin Racing                | Virgin VR-01      | Cosworth CA2010      | B     |
| 25 | Lucas Di Grassi    | Virgin Racing                | Virgin VR-01      | Cosworth CA2010      | B     |
| Nr | Kierowca           | Zespół                       | Samochód          | Silnik               | Opony |

## Wyniki

### Sesje treningowe
| Sesja | Nr | Kierowca        | Konstruktor | Czas     | Okr. |
| ----- | -- | --------------- | ----------- | -------- | ---- |
| 1     | 8  | Fernando Alonso | Ferrari     | 1:15,927 | 32   |
| 2     | 8  | Fernando Alonso | Ferrari     | 1:14,904 | 36   |
| 3     | 11 | Robert Kubica   | Renault     | 1:14,806 | 26   |

### Kwalifikacje
Źródło: Wyprzedź Mnie!
| Poz. | Nr | Kierowca           | Konstruktor          | Q1       | Q2       | Q3       | Poz. s. |
| --- | --- | ------------------ | -------------------- | -------- | -------- | -------- | ------- |
| 1 | 6 | Mark Webber        | Red Bull-Renault     | 1:15,035 | 1:14,462 | 1:13,826 | 1       |
| 2 | 11 | Robert Kubica      | Renault              | 1:15,045 | 1:14,549 | 1:14,120 | 2       |
| 3 | 5 | Sebastian Vettel   | Red Bull-Renault     | 1:15,110 | 1:14,568 | 1:14,227 | 3       |
| 4 | 7 | Felipe Massa       | Ferrari              | 1:14,757 | 1:14,405 | 1:14,283 | 4       |
| 5 | 2 | Lewis Hamilton     | McLaren-Mercedes     | 1:15,676 | 1:14,527 | 1:14,432 | 5       |
| 6 | 4 | Nico Rosberg       | Mercedes             | 1:15,188 | 1:14,375 | 1:14,544 | 6       |
| 7 | 3 | Michael Schumacher | Mercedes             | 1:15,649 | 1:14,691 | 1:14,590 | 7       |
| 8 | 1 | Jenson Button      | McLaren-Mercedes     | 1:15,623 | 1:15,150 | 1:14,637 | 8       |
| 9 | 9 | Rubens Barrichello | Williams-Cosworth    | 1:15,590 | 1:15,083 | 1:14,901 | 9       |
| 10 | 15 | Vitantonio Liuzzi  | Force India-Mercedes | 1:15,397 | 1:15,061 | 1:15,170 | 10      |
| 11 | 10 | Nico Hülkenberg    | Williams-Cosworth    | 1:16,030 | 1:15,317 | –        | 11      |
| 12 | 14 | Adrian Sutil       | Force India-Mercedes | 1:15,445 | 1:15,318 | –        | 12      |
| 13 | 16 | Sébastien Buemi    | Toro Rosso-Ferrari   | 1:15,961 | 1:15,413 | –        | 13      |
| 14 | 12 | Witalij Pietrow    | Renault              | 1:15,482 | 1:15,576 | –        | 14      |
| 15 | 22 | Pedro de la Rosa   | BMW Sauber-Ferrari   | 1:15,908 | 1:15,692 | –        | 15      |
| 16 | 23 | Kamui Kobayashi    | BMW Sauber-Ferrari   | 1:16,175 | 1:15,992 | –        | 16      |
| 17 | 17 | Jaime Alguersuari  | Toro Rosso-Ferrari   | 1:16,021 | 1:16,176 | –        | 17      |
| 18 | 19 | Heikki Kovalainen  | Lotus-Cosworth       | 1:17,094 | –        | –        | 18      |
| 19 | 18 | Jarno Trulli       | Lotus-Cosworth       | 1:17,134 | –        | –        | 19      |
| 20 | 24 | Timo Glock         | Virgin-Cosworth      | 1:17,377 | –        | –        | 20      |
| 21 | 25 | Lucas Di Grassi    | Virgin-Cosworth      | 1:17,377 | –        | –        | 21      |
| 22 | 21 | Bruno Senna        | HRT-Cosworth         | 1:18,509 | –        | –        | 22      |
| 23 | 20 | Karun Chandhok     | HRT-Cosworth         | 1:19,559 | –        | –        | 23      |
| 24 | 8 | Fernando Alonso    | Ferrari              | -        | –        | –        | PIT     |
| Poz. | Nr | Kierowca           | Konstruktor          | Q1       | Q2       | Q3       | Poz. s. |
| \| Legenda \| Legenda \| \| ------------------------ \| ---------------------------------------------------------------------------------------------------------------------------------------------------------------------------------------------------------------------------------------------------------------- \| \| Poz. Nr Q1 Q2 Q3 Poz. s. \| Pozycja zajęta w sesji kwalifikacyjnej Numer startowy kierowcy Wynik uzyskany w pierwszej części kwalifikacji Wynik uzyskany w drugiej części kwalifikacji Wynik uzyskany w trzeciej części kwalifikacji Pozycja startowa po uwzględnięniu kar, przesunięć, itp. \| | |                    |                      |          |          |          |         |
| Legenda | |                    |                      |          |          |          |         |
| Poz. Nr Q1 Q2 Q3 Poz. s. | Pozycja zajęta w sesji kwalifikacyjnej Numer startowy kierowcy Wynik uzyskany w pierwszej części kwalifikacji Wynik uzyskany w drugiej części kwalifikacji Wynik uzyskany w trzeciej części kwalifikacji Pozycja startowa po uwzględnięniu kar, przesunięć, itp. |                    |                      |          |          |          |         |

### Wyścig
Źródło: Wyprzedź Mnie!
| P                 | + / –     | Nr | Kierowca           | Konstruktor          | Okr. | Czas / Strata | Komentarz             |
| ----------------- | --------- | -- | ------------------ | -------------------- | ---- | ------------- | --------------------- |
| 1                 | Bez zmian | 6  | Mark Webber        | Red Bull-Renault     | 78   | 1h50m13,355   |                       |
| 2                 | 1         | 5  | Sebastian Vettel   | Red Bull-Renault     | 78   | +0:00,448     |                       |
| 3                 | 1         | 11 | Robert Kubica      | Renault              | 78   | +0:01,676     |                       |
| 4                 | Bez zmian | 7  | Felipe Massa       | Ferrari              | 78   | +0:02,666     |                       |
| 5                 | Bez zmian | 2  | Lewis Hamilton     | McLaren-Mercedes     | 78   | +0:04,363     |                       |
| 6                 | 18        | 8  | Fernando Alonso    | Ferrari              | 78   | +0:06,341     |                       |
| 7                 | 1         | 4  | Nico Rosberg       | Mercedes             | 78   | +0:06,651     |                       |
| 8                 | 4         | 14 | Adrian Sutil       | Force India-Mercedes | 78   | +0:06,970     |                       |
| 9                 | 1         | 15 | Vitantonio Liuzzi  | Force India-Mercedes | 78   | +0:07,305     |                       |
| 10                | 3         | 16 | Sébastien Buemi    | Toro Rosso-Ferrari   | 78   | +0:08,199     |                       |
| 11                | 6         | 17 | Jaime Alguersuari  | Toro Rosso-Ferrari   | 78   | +0:09,135     |                       |
| 12                | 5         | 3  | Michael Schumacher | Mercedes             | 78   | +0:25,712     | [ 8 ]                 |
| 13                | 1         | 12 | Witalij Pietrow    | Renault              | 73   | +5 okr.       | zawieszenie           |
| 14                | 9         | 20 | Karun Chandhok     | HRT-Cosworth         | 70   | +8 okr.       | kolizja z Trullim     |
| 15                | 4         | 18 | Jarno Trulli       | Lotus-Cosworth       | 70   | +8 okr.       | kolizja z Chandhokiem |
| Niesklasyfikowani |           |    |                    |                      |      |               |                       |
|                   |           | 19 | Heikki Kovalainen  | Lotus-Cosworth       | 58   |               | układ kierowniczy     |
|                   |           | 21 | Bruno Senna        | HRT-Cosworth         | 58   |               | hydraulika            |
|                   |           | 9  | Rubens Barrichello | Williams-Cosworth    | 30   |               | zawieszenie/wypadek   |
|                   |           | 23 | Kamui Kobayashi    | BMW Sauber-Ferrari   | 26   |               | skrzynia biegów       |
|                   |           | 25 | Lucas Di Grassi    | Virgin-Cosworth      | 25   |               | koło                  |
|                   |           | 24 | Timo Glock         | Virgin-Cosworth      | 22   |               | zawieszenie           |
|                   |           | 22 | Pedro de la Rosa   | BMW Sauber-Ferrari   | 21   |               | hydraulika            |
|                   |           | 1  | Jenson Button      | McLaren-Mercedes     | 2    |               | przegrzanie silnika   |
|                   |           | 10 | Nico Hülkenberg    | Williams-Cosworth    | 0    |               | wypadek               |
| P                 | + / –     | Nr | Kierowca           | Konstruktor          | Okr. | Czas / Strata | Komentarz             |

### Najszybsze okrążenie
Źródło: Wyprzedź Mnie!
| Nr | Kierowca         | Konstruktor      | Czas     | Okr. |
| -- | ---------------- | ---------------- | -------- | ---- |
| 5  | Sebastian Vettel | Red Bull-Renault | 1:15,192 | 71   |

## Prowadzenie w wyścigu
| Nr                              | Kierowca    | Okrążenia | Suma |
| ------------------------------- | ----------- | --------- | ---- |
| 6                               | Mark Webber | 1-78      | 78   |
| \| Wykres \| \| ------ \| \| \| |             |           |      |
| Wykres                          |             |           |      |
|                                 |             |           |      |

## Klasyfikacja po wyścigu

### Kierowcy
| P  | +/− | Kierowca           | Starty | Punkty | P1 | P2 | P3 | PP | NO | NS |
| -- | --- | ------------------ | ------ | ------ | -- | -- | -- | -- | -- | -- |
| 1  | +3  | Mark Webber        | 6      | 78     | 2  | 1  | –  | 3  | 2  | –  |
| 2  | +1  | Sebastian Vettel   | 6      | 78     | 1  | 1  | 1  | 3  | 1  | 1  |
| 3  | −1  | Fernando Alonso    | 6      | 75     | 1  | 1  | –  | –  | 1  | –  |
| 4  | −3  | Jenson Button      | 6      | 70     | 2  | –  | –  | –  | –  | 1  |
| 5  | +1  | Felipe Massa       | 6      | 61     | –  | 1  | 1  | –  | –  | –  |
| 6  | +2  | Robert Kubica      | 6      | 59     | –  | 1  | 1  | –  | –  | –  |
| 7  | 0   | Lewis Hamilton     | 6      | 59     | –  | 1  | 1  | –  | 2  | –  |
| 8  | −3  | Nico Rosberg       | 6      | 56     | –  | –  | 2  | –  | –  | –  |
| 9  | 0   | Michael Schumacher | 6      | 22     | –  | –  | –  | –  | –  | 1  |
| 10 | 0   | Adrian Sutil       | 6      | 20     | –  | –  | –  | –  | –  | –  |
| 11 | 0   | Vitantonio Liuzzi  | 6      | 10     | –  | –  | –  | –  | –  | 2  |
| 12 | 0   | Rubens Barrichello | 6      | 7      | –  | –  | –  | –  | –  | 1  |
| 13 | 0   | Witalij Pietrow    | 6      | 6      | –  | –  | –  | –  | –  | 3  |
| 14 | 0   | Jaime Alguersuari  | 6      | 3      | –  | –  | –  | –  | –  | –  |
| 15 | 0   | Nico Hülkenberg    | 6      | 1      | –  | –  | –  | –  | –  | 2  |
| 16 | 0   | Sébastien Buemi    | 6      | 1      | –  | –  | –  | –  | –  | 3  |
| 17 | 0   | Pedro de la Rosa   | 5      | 0      | –  | –  | –  | –  | –  | 4  |
| 18 | 0   | Kamui Kobayashi    | 6      | 0      | –  | –  | –  | –  | –  | 5  |
| 19 | 0   | Heikki Kovalainen  | 5      | 0      | –  | –  | –  | –  | –  | 2  |
| 20 | 0   | Karun Chandhok     | 6      | 0      | –  | –  | –  | –  | –  | 2  |
| 21 | 0   | Lucas Di Grassi    | 6      | 0      | –  | –  | –  | –  | –  | 4  |
| 22 | 0   | Bruno Senna        | 6      | 0      | –  | –  | –  | –  | –  | 4  |
| 23 | 0   | Jarno Trulli       | 5      | 0      | –  | –  | –  | –  | –  | 1  |
| 24 | 0   | Timo Glock         | 5      | 0      | –  | –  | –  | –  | –  | 4  |
| P  | +/− | Kierowca           | Starty | Punkty | P1 | P2 | P3 | PP | NO | NS |

### Konstruktorzy
| P  | +/− | Konstruktor          | Starty | Punkty | P1 | P2 | P3 | PP | NO | NS |
| -- | --- | -------------------- | ------ | ------ | -- | -- | -- | -- | -- | -- |
| 1  | +2  | Red Bull-Renault     | 12     | 156    | 3  | 2  | 1  | 6  | 3  | 1  |
| 2  | 0   | Ferrari              | 12     | 136    | 1  | 2  | 1  | –  | 1  | –  |
| 3  | −2  | McLaren-Mercedes     | 12     | 129    | 2  | 1  | 1  | –  | 2  | 1  |
| 4  | 0   | Mercedes             | 12     | 78     | –  | –  | 2  | –  | –  | 1  |
| 5  | 0   | Renault              | 12     | 65     | –  | 1  | 1  | –  | –  | 3  |
| 6  | 0   | Force India-Mercedes | 12     | 30     | –  | –  | –  | –  | –  | 2  |
| 7  | 0   | Williams-Cosworth    | 12     | 8      | –  | –  | –  | –  | –  | 3  |
| 8  | 0   | Toro Rosso-Ferrari   | 12     | 4      | –  | –  | –  | –  | –  | 3  |
| 9  | 0   | BMW Sauber-Ferrari   | 11     | 0      | –  | –  | –  | –  | –  | 9  |
| 10 | 0   | Lotus-Cosworth       | 10     | 0      | –  | –  | –  | –  | –  | 5  |
| 11 | +1  | HRT-Cosworth         | 12     | 0      | –  | –  | –  | –  | –  | 6  |
| 12 | −1  | Virgin-Cosworth      | 11     | 0      | –  | –  | –  | –  | –  | 8  |
| P  | +/− | Konstruktor          | Starty | Punkty | P1 | P2 | P3 | PP | NO | NS |